# 宁波府

宁波府在浙江省的位置（1820年）

宁波府，中国明清时设置的一个府。即今浙江省宁波市。
明朝洪武十四年（1381年），改明州府置，治所在鄞县（今浙江省宁波市鄞州区），领五县：鄞县、慈溪县（永乐时改慈县）、奉化县、定海县、象山县。因府属有定海县，取“海定则波宁”之意得名。明、清两代隶属于浙江省，“上八府”之一，辖区大致相当于今日的宁波市大部（不含宁海县全部、余姚市大部和慈市大部）以及舟山市全部。清代宁波府原下辖6个县：鄞县（首县）、镇海县、慈谿县、奉化县、定海县、象山县，道光二十一年（1841年）升定海縣為定海直隸廳，直屬浙江省。宁波府与本省绍兴府及台州府毗邻。辛亥革命后，因全国废府而废。

## 出生名人
- 蔣介石

## 延伸阅读
[在维基数据编辑]
 《欽定古今圖書集成·方輿彙編·職方典·寧波府部》，出自陈梦雷《古今圖書集成》